# 朝日町 (北海道)
朝日町（あさひちょう）は、北海道上川支庁管内、上川郡にあった町。人口は2千人足らずで、北海道の「町」の中では最も少ない人口であった。
2005年9月1日に士別市と廃置分合による合併を行い、士別市となった。合併時に朝日町域は士別市の合併特例区となり、普通地方公共団体としては廃止した。

## 地理
- 北見山地の斜面にあり、天塩川の最上流部にある。

### 隣接していた自治体
- 上川支庁
  - 士別市
  - 上川郡 (天塩国)：風連町、下川町
  - 上川郡 (石狩国)：上川町、愛別町、比布町
- 網走支庁
  - 紋別郡：滝上町

## 歴史
- 1949年に上士別村字上士別（現士別市上士別町）から上士別村字奥士別を分村された際、上士別の東にあり朝日が一番早く昇る、という意味で朝日村と命名。
- 1962年、町制施行、朝日町となる。
- 2005年9月1日、士別市と存置分合による合併により廃止[2]。町域は士別市朝日町となる[3]。

## 行政

### 歴代首長
| 代       | 氏名     | 就任日                | 退任日                 | 備考     |
| 朝日村長 | 朝日村長 | 朝日村長              | 朝日村長               | 朝日村長 |
| -------- | -------- | --------------------- | ---------------------- | -------- |
| 初       | 織戸三松 | 1949年（昭和24年）9月 | 1961年（昭和36年）12月 | 5期      |
| 朝日町長 |          |                       |                        |          |
| 初       | 織戸三松 | 1962年（昭和37年）1月 | 1965年（昭和40年）9月  | 1期      |
| 2        | 千葉達朗 | 1965年（昭和40年）9月 | 1989年（平成元年）9月  | 6期      |
| 3        | 松葉昭参 | 1989年（平成元年）9月 | 1997年（平成9年）9月   | 2期      |
| 4        | 武市昇   | 1997年（平成9年）9月  | 2005年（平成17年）9月  | 2期      |

## 教育
- 糸魚小学校
- 朝日中学校

## 交通

### 鉄道
町内に鉄道路線なし。
かつては、奥士別地区まで士別軌道奥士別線が、士別駅前に接続をしていた。

### バス
- 士別軌道

### 道路
- 都道府県道
  - 北海道道61号士別滝の上線
  - 北海道道101号下川愛別線

## 名所・旧跡・観光スポット・祭事・催事
- 岩尾内湖 : 天塩川をせき止めて出来たダム湖で、釣りやキャンプが楽しめる。
- 三望台シャンツェ：スキージャンプ競技場、夏・冬通じて競技会や合宿が行われる。
- 朝日町サンライズホール：自主事業を多数実施していたホール